# Nazionale di atletica leggera della Squadra Unificata
La nazionale di atletica leggera della Squadra Unificata era la rappresentativa, durante l'anno 1992, delle nazioni dell'ex Unione Sovietica (ai tempi da poco disciolta) nelle competizioni internazionali di atletica leggera riservate alle selezioni nazionali.

## Bilancio nelle competizioni internazionali
La Squadra Unificata di atletica leggera vanta un'unica partecipazione ai Giochi olimpici estivi, a Barcellona 1992.
Gli atleti che hanno conquistato più medaglie olimpiche con la Squadra Unificata sono Irina Privalova (100 m e 4×100 m), Ol'ha Bryzhina (400 m e 4×400 m) e Lilija Nurutdinova (800 m e 4×400 m).
La rappresentativa ha preso parte anche ai campionati europei indoor 1992 terminando la competizione al primo posto del medagliere generale, con 12 ori, 8 argenti e 7 bronzi.